# Spanischer Wassermolch

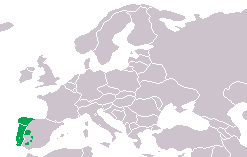
Verbreitungsgebiet

Der Spanische Wassermolch (Lissotriton boscai, Syn.: Triturus boscai, vgl.: Triturus) ist eine südwesteuropäische Schwanzlurch-Art. Das Artepitheton ehrt den spanischen Zoologen Eduardo Boscá (1843–1924).

## Beschreibung
Die bis zu 75 mm langen Männchen bilden während der Paarungszeit keinen Rückenkamm aus. Beide Geschlechter weisen dann aber einen niedrigen, glattrandigen Flossensaum auf, außerdem einen Schwanzenddorn. Die Weibchen werden mit bis zu 94 mm etwas größer. Die Rückenpartie ist sehr abgeflacht; insbesondere bei den Männchen besteht durch erhabene Rückendrüsenleisten ein fast quadratischer Rumpfquerschnitt. Auf der Kopfmitte verläuft eine Längsfurche; ein weiteres Merkmal sind die recht deutlich ausgebildeten Ohrdrüsen (Parotiden).
Die Färbung ist auf der Oberseite gelb- bis olivbraun mit dunklen Flecken, die beim Männchen gröber sind als beim Weibchen. Der Bauch und die Kehle sind orangerot bis gelblich und dunkel gefleckt. Im Übergang zu den Flanken befindet sich ein weißlicher Streifen, der häufig von größeren rundlichen Flecken eingefasst ist. In der Landtracht ist die Haut samtartig und wasserabweisend; auf der Rückenmitte fällt dann eine rötliche Linie auf und die Parotiden zeichnen sich gelblich bis rötlich ab.

## Vorkommen, Lebensweise
Der Spanische Wassermolch besiedelt den westlichen Teil der Iberischen Halbinsel, namentlich ganz Portugal sowie den Nordwesten und Westen Spaniens. Er lebt im Hügel- und Bergland bis in einer Höhe von über 1900 Metern. Als Landhabitate dienen während der Sommermonate Heide, Wälder und Kulturland. In dieser Zeit sind die Tiere nachtaktiv. Einige verbringen das ganze Jahr im Wasser; die übrigen erscheinen ab Ende November in den Laichgewässern – kleinere Tümpel, Brunnenbecken und Bäche mit klarem, kühlem Wasser, mitunter sogar Höhlengewässer. Die Fortpflanzungsperiode dauert manchmal bis in den Juli. Das Männchen vollführt einen komplizierten artspezifischen Balztanz, in dessen Verlauf dem Weibchen indirekt eine Spermatophore zur inneren Befruchtung übergeben wird. Ein Weibchen produziert 100 bis 240 Eier pro Saison. Die meisten Larven metamorphosieren wohl im Mai und Juni. In höheren Lagen überwintern sie jedoch nicht selten und wandeln sich erst im Folgejahr zum fertigen Molch um.
Zu den wichtigsten Fressfeinden zählen die häufig syntop vorkommenden größeren Marmormolche. Zum Nahrungsspektrum der Spanischen Wassermolche zählen verschiedene Wirbellose; die Larven fressen vor allem Wasserflöhe und aquatile Insektenlarven.